# Succession (Fernsehserie)/Episodenliste
Diese Episodenliste enthält alle Episoden der US-amerikanischen Fernsehserie Succession, sortiert nach der US-amerikanischen Erstausstrahlung. Die Fernsehserie umfasst insgesamt vier Staffeln mit 39 Episoden.

## Übersicht
| Staffel | Episodenanzahl | Erstausstrahlung USA | Erstausstrahlung USA | Deutschsprachige Erstausstrahlung | Deutschsprachige Erstausstrahlung |
| Staffel | Episodenanzahl | Staffelpremiere      | Staffelfinale        | Staffelpremiere                   | Staffelfinale                     |
| ------- | -------------- | -------------------- | -------------------- | --------------------------------- | --------------------------------- |
| 1       | 10             | 3. Juni 2018         | 6. August 2018       | 4. Juni 2018                      | 7. August 2018                    |
| 2       | 10             | 11. August 2019      | 13. Oktober 2019     | 16. September 2019                | 18. November 2019                 |
| 3       | 9              | 17. Oktober 2021     | 12. Dezember 2021    | 22. November 2021                 | 17. Januar 2022                   |
| 4       | 10             | 26. März 2023        | 28. Mai 2023         | 25. April 2023                    | 27. Juni 2023                     |

## Staffel 1
Die Erstausstrahlung der ersten Staffel war vom 3. Juni bis zum 5. August 2018 auf dem US-amerikanischen Kabelsender HBO zu sehen. Die deutschsprachige Erstausstrahlung sendete der Pay-TV-Sender Sky Atlantic HD vom 4. Juni bis zum 6. August 2018.
| Nr. (ges.) | Nr. (St.) | Deutscher Titel                         | Originaltitel                 | Erstausstrahlung USA | Deutschsprachige Erstausstrahlung (D) | Regie         | Drehbuch              | Zuschauer (USA) |
| ---------- | --------- | --------------------------------------- | ----------------------------- | -------------------- | ------------------------------------- | ------------- | --------------------- | --------------- |
| 1          | 1         | Der achtzigste Geburtstag               | Celebration                   | 3. Juni 2018         | 4. Juni 2018                          | Adam McKay    | Jesse Armstrong       | 0,58 Mio.       |
| 2          | 2         | Konkurrenzkampf                         | Sh*t Show at the F**k Factory | 10. Juni 2018        | 11. Juni 2018                         | Mark Mylod    | Tony Roche            | 0,49 Mio.       |
| 3          | 3         | Die Strategie der tausend Rettungsboote | Lifeboats                     | 17. Juni 2018        | 18. Juni 2018                         | Mark Mylod    | Jonathan Glatzer      | 0,61 Mio.       |
| 4          | 4         | Wohltätigkeitsball                      | Sad Sack Wasp Trap            | 24. Juni 2018        | 25. Juni 2018                         | Adam Arkin    | Anna Jordan           | 0,54 Mio.       |
| 5          | 5         | Thanksgiving                            | I Went to Market              | 1. Juli 2018         | 2. Juli 2018                          | Adam Arkin    | Georgia Pritchett     | 0,58 Mio.       |
| 6          | 6         | Auf wessen Seite stehst Du?             | Which Side Are You On?        | 8. Juli 2018         | 9. Juli 2018                          | Andrij Parekh | Susan Soon He Stanton | 0,67 Mio.       |
| 7          | 7         | Familientherapie                        | Austerlitz                    | 15. Juli 2018        | 16. Juli 2018                         | Miguel Arteta | Lucy Prebble          | 0,63 Mio.       |
| 8          | 8         | Prag                                    | Prague                        | 22. Juli 2018        | 23. Juli 2018                         | S.J. Clarkson | Jon Brown             | 0,64 Mio.       |
| 9          | 9         | Affären                                 | Pre-Nuptial                   | 29. Juli 2018        | 30. Juli 2018                         | Mark Mylod    | Jesse Armstrong       | 0,56 Mio.       |
| 10         | 10        | Feindliche Übernahme                    | Nobody Is Ever Missing        | 5. Aug. 2018         | 6. Aug. 2018                          | Mark Mylod    | Jesse Armstrong       | 0,73 Mio.       |

## Staffel 2
Die Erstausstrahlung der zweiten Staffel war vom 11. August bis zum 13. Oktober 2019 auf dem US-amerikanischen Kabelsender HBO zu sehen. Die deutschsprachige Erstausstrahlung sendete der Pay-TV-Sender Sky Atlantic HD zwischen dem 16. September und 18. November 2019.
| Nr. (ges.) | Nr. (St.) | Deutscher Titel   | Originaltitel         | Erstausstrahlung USA | Deutschsprachige Erstausstrahlung (D) | Regie                                 | Drehbuch              | Zuschauer (USA) |
| ---------- | --------- | ----------------- | --------------------- | -------------------- | ------------------------------------- | ------------------------------------- | --------------------- | --------------- |
| 11         | 1         | Sommerpalast      | The Summer Palace     | 11. Aug. 2019        | 16. Sep. 2019                         | Mark Mylod                            | Jesse Armstrong       | 0,61 Mio.       |
| 12         | 2         | Vaulter           | Vaulter               | 18. Aug. 2019        | 23. Sep. 2019                         | Andrij Parekh                         | Jon Brown             | 0,60 Mio.       |
| 13         | 3         | Wildschweine      | Hunting               | 25. Aug. 2019        | 30. Sep. 2019                         | Andrij Parekh                         | Tony Roche            | 0,61 Mio.       |
| 14         | 4         | Panikraum         | Safe Room             | 1. Sep. 2019         | 7. Okt. 2019                          | Shari Springer Berman, Robert Pulcini | Georgia Pritchett     | 0,58 Mio.       |
| 15         | 5         | Deal nach Plan    | Tern Haven            | 8. Sep. 2019         | 14. Okt. 2019                         | Mark Mylod                            | Will Tracy            | 0,51 Mio.       |
| 16         | 6         | Argestes          | Argestes              | 15. Sep. 2019        | 21. Okt. 2019                         | Matt Shakman                          | Susan Soon He Stanton | 0,61 Mio.       |
| 17         | 7         | Überzeugungskunst | Return                | 22. Sep. 2019        | 28. Okt. 2019                         | Becky Martin                          | Jonathan Glatzer      | 0,51 Mio.       |
| 18         | 8         | Jubiläumsfeier    | Dundee                | 29. Sep. 2019        | 4. Nov. 2019                          | Kevin Bray                            | Mary Laws             | 0,58 Mio.       |
| 19         | 9         | DC                | DC                    | 6. Okt. 2019         | 11. Nov. 2019                         | Mark Mylod                            | Jesse Armstrong       | 0,71 Mio.       |
| 20         | 10        | Opferlamm         | This Is Not for Tears | 13. Okt. 2019        | 18. Nov. 2019                         | Mark Mylod                            | Jesse Armstrong       | 0,66 Mio.       |

## Staffel 3
Die Erstausstrahlung der dritten Staffel begann am 17. Oktober 2021 beim Kabelsender HBO. Die deutschsprachige Erstausstrahlung sendet der Pay-TV-Sender Sky Atlantic seit dem 22. November 2021.
| Nr. (ges.) | Nr. (St.) | Deutscher Titel      | Originaltitel             | Erstausstrahlung USA | Deutschsprachige Erstausstrahlung (D) | Regie                                 | Drehbuch                          | Zuschauer (USA) |
| ---------- | --------- | -------------------- | ------------------------- | -------------------- | ------------------------------------- | ------------------------------------- | --------------------------------- | --------------- |
| 21         | 1         | Eigene Wege          | Secession                 | 17. Okt. 2021        | 22. Nov. 2021                         | Mark Mylod                            | Jesse Armstrong                   | 0,564 Mio.      |
| 22         | 2         | Trojanisches Pferd   | Mass in Time of War       | 24. Okt. 2021        | 29. Nov. 2021                         | Mark Mylod                            | Jesse Armstrong                   | 0,520 Mio.      |
| 23         | 3         | Bloßgestellt         | The Disruption            | 31. Okt. 2021        | 6. Dez. 2021                          | Cathy Yan                             | Ted Cohen, Georgia Pritchett      | 0,405 Mio.      |
| 24         | 4         | Strandspaziergang    | Lion in the Meadow        | 7. Nov. 2021         | 13. Dez. 2021                         | Robert Pulcini, Shari Springer Berman | Jon Brown                         | 0,484 Mio.      |
| 25         | 5         | Aktionärsversammlung | Retired Janitors of Idaho | 14. Nov. 2021        | 20. Dez. 2021                         | Kevin Bray                            | Tony Roche, Susan Soon He Stanton | 0,584 Mio.      |
| 26         | 6         | Der Kandidat         | What It Takes             | 21. Nov. 2021        | 27. Dez. 2021                         | Andrij Parekh                         | Will Tracy                        | 0,525 Mio.      |
| 27         | 7         | Geburtstagsparty     | Too Much Birthday         | 28. Nov. 2021        | 3. Jan. 2022                          | Lorene Scafaria                       | Georgia Pritchett, Tony Roche     | 0,645 Mio.      |
| 28         | 8         | Deal unter Gleichen  | Chiantishire              | 5. Dez. 2021         | 10. Jan. 2022                         | Mark Mylod                            | Jesse Armstrong                   | 0,613 Mio.      |
| 29         | 9         | Geheimtreffen        | All the Bells Say         | 12. Dez. 2021        | 17. Jan. 2022                         | Mark Mylod                            | Jesse Armstrong                   | 0,634 Mio.      |

## Staffel 4
Die Erstausstrahlung der vierten und letzten Staffel begann am 26. März 2023 beim Kabelsender HBO. Die deutschsprachige Erstausstrahlung sendet der Pay-TV-Sender Sky Atlantic ab dem 11. April 2023.
| Nr. (ges.) | Nr. (St.) | Deutscher Titel   | Originaltitel    | Erstausstrahlung USA | Deutschsprachige Erstausstrahlung (D) | Regie                                  | Drehbuch                          | Zuschauer (USA) |
| ---------- | --------- | ----------------- | ---------------- | -------------------- | ------------------------------------- | -------------------------------------- | --------------------------------- | --------------- |
| 30         | 1         | Die Munsters      | The Munsters     | 26. März 2023        | 25. Apr. 2023                         | Mark Mylod                             | Jesse Armstrong                   | 0,598 Mio.      |
| 31         | 2         | Probeessen        | Rehearsal        | 2. Apr. 2023         | 2. Mai 2023                           | Becky Martin                           | Tony Roche, Susan Soon He Stanton | 0,481 Mio.      |
| 32         | 3         | Connors Hochzeit  | Connor’s Wedding | 9. Apr. 2023         | 9. Mai 2023                           | Mark Mylod                             | Jesse Armstrong                   | 0,609 Mio.      |
| 33         | 4         | Stellungnahme     | Honeymoon States | 16. Apr. 2023        | 16. Mai 2023                          | Lorene Scafaria                        | Jesse Armstrong & Lucy Prebble    | 0,695 Mio.      |
| 34         | 5         | Norwegen          | Kill List        | 23. Apr. 2023        | 23. Mai 2023                          | Andrij Parekh                          | Jon Brown & Ted Cohen             | 0,652 Mio.      |
| 35         | 6         | Investorentag     | Living+          | 30. Apr. 2023        | 30. Mai 2023                          | Lorene Scafaria                        | Georgia Pritchett & Will Arbery   | 0,847 Mio.      |
| 36         | 7         | Reiner Tisch      | Tailgate Party   | 7. Mai 2023          | 6. Juni 2023                          | Shari Springer Berman & Robert Pulcini | Will Tracy                        | 0,739 Mio.      |
| 37         | 8         | Amerika wählt     | America Decides  | 14. Mai 2023         | 13. Juni 2023                         | Andrij Parekh                          | Jesse Armstrong                   | 0,746 Mio.      |
| 38         | 9         | Kirche und Staat  | Church and State | 21. Mai 2023         | 20. Juni 2023                         | Mark Mylod                             | Jesse Armstrong                   | 0,789 Mio.      |
| 39         | 10        | Mit offenen Augen | With Open Eyes   | 28. Mai 2023         | 27. Juni 2023                         | Mark Mylod                             | Jesse Armstrong                   | 0,896 Mio.      |